# 480 f.Kr.

## Händelser

### Efter plats

#### Grekland
- Maj – Kung Xerxes I av Persiska riket marscherar från Sardis mot Thrakien och Makedonien.
- Den grekiska kongressen beslutar att sända en styrka på 10.000 greker, inklusive hopliter och kavalleri, till Tempedalen, genom vilken man antar att den persiska armén kommer att passera. Styrkan inkluderar lakedaimonier ledda av Euanetos och atenare under Themistokles. Efter att Alexander I av Makedonien har varnat dem om att dalen kan passeras på annat ställe, och att Xerxes armé är överväldigande, bestämmer sig grekerna för att inte försöka hålla stånd där, utan lämnar dalen.
- 11 augusti – Slaget vid Thermopyle slutar med seger för perserna under Xerxes. Hans armé krossar en styrka på 300 spartaner och 700 boiotier under den spartanske kungen Leonidas I:s befäl. I två dagar står grekerna emot persernas anstormning, men därefter skickas dels boiotierna bort, dels förråds spartanerna av Efialtes av Trakis, varpå de slåss till sista man och Leonidas stupar. Efter detta kan perserna invadera Grekland och ockuperar Attikahalvön.
- En medlem av Agiadätten, Pausanias, som är son till Kleombrotos och brorson till Leonidas, blir förmyndare för Leonidas son Pleistarchos efter Leonidas död.
- Fokis och kusterna i Euboia ödeläggs av perserna. Thebe och det mesta av Boiotien går över till Xerxes sida.
- Kung Alexander I av Makedonien tvingas gå med Xerxes I i ett fälttåg genom Grekland, även om han i hemlighet hjälper sina grekiska allierade. Med Xerxes goda minne intar Alexander den grekiska kolonin Pydna och avancerar österut mot Strymon, tar Krestonien och Bisaltien samt de rika silverfyndigheterna i Dysorosbergen.
- Den atenske soldaten och statsmannen Aristides samt Atens tidigare arkont Xanthippos återvänder från förvisningen i Egina för att tjäna under Themistokles mot perserna.
- Augusti – Perserna besegrar grekerna till sjöss i ett slag vid Artemision på Euboias norra kust. Den grekiska flottan håller ut mot perserna under tre dagars stridigheter, men drar sig tillbaka söderut, när de får nyheten om nederlaget vid Thermopyle.
- 21 september – Perserna plundrar Aten, vars invånare flyr till Salamis och Peloponnesos.
- 28 september – Grekerna segrar i slaget vid Salamis, där den atenske generalen Themistokles lurar in perserna i Salamisbukten mellan Atens hamnstad Pireus och ön Salamis. De grekiska triremmerna går sedan till anfall och rammar eller sänker många persiska fartyg och bordar andra. Grekerna sänker omkring 300 persiska fartyg, men förlorar endast omkring 40 av sina egna. Resterna av den persiska flottan skingras och därför tvingas Xerxes uppskjuta sina planerade landoffensiver i ett år, ett dröjsmål, som ger de grekiska stadsstaterna tid att göra enad front mot honom.[1]
- En solförmörkelse hindrar grekerna från att följa upp segern vid Salamis. Xerxes återvänder till Persiska riket och lämnar kvar en armé under Mardonios, som övervintrar i Thessalien.

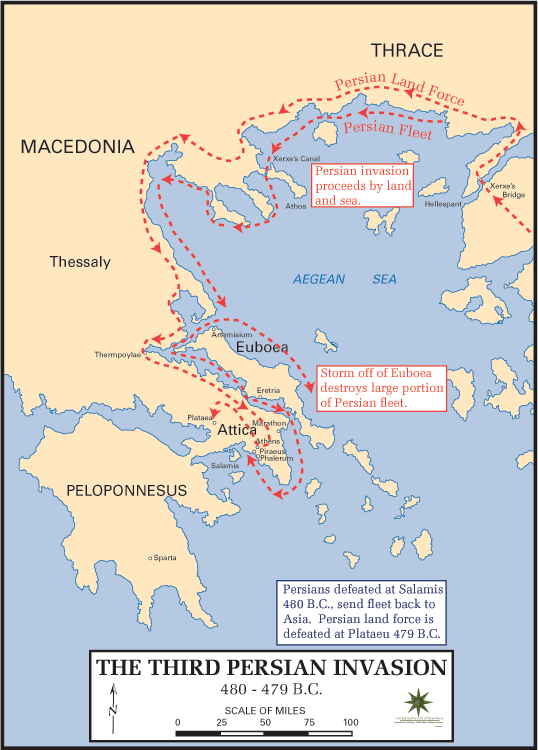
Karta över den persiska invasionen av Grekland 480–479 f.Kr.

#### Romerska republiken
- Romerska trupper marscherar mot Vejiborna.

#### Sicilien
- Xerxes uppmuntrar karthagerna att anfalla grekerna på Sicilien. Under militärledaren Hamilkars befäl skickar Karthago en stor armé till ön.
- Den grekiska staden Himera på Sicilien tar i sitt bråk med Akragas Karthago till hjälp. Med hjälp från Syrakusas tyrann Gelon och Theron från Akragas besegras de dock i slaget vid Himera, varpå Hamilkar begår självmord.

#### Persiska riket
- Den kejserliga skattkammern i palatset i Persepolis står färdig efter en byggtid på trettio år.

### Efter ämne

#### Konst
- Den arkaiska skulptureran i det antika Grekland tar slut och efterföljs av den severa eller tidigklassiska övergångsperioden (omkring detta år).
- En skulptur av en Döende krigare uppförs i vänstra hörnet av östra frontonen på Afaiatemplet i Egina (omkring detta år). Den finns numera bevarad på Staatliche Antikensammlungen und Glyptothek i tyska München.
- Skulpturen av en Kretensisk pojke tillkommer på Akropolis i Aten (omkring detta år). Den finns numera bevarade på Akropolismuseet i Aten.
- Arbetet på detaljen Musiker och dansare på en fresk i Lejoninnornas grav i Tarquinia påbörjas. Den avslutas omkring tio år senare.

## Födda
- Euripides, grekisk pjäsförfattare (död 406 f.Kr.)
- Antifonte, grekisk orator (död 411 f.Kr.)
- Filolaos, grekisk matematiker och filosof (död cirka 405 f.Kr.) (född omkring detta år)

## Avlidna
- 11 augusti – Leonidas I, kung av Sparta (stupad vid Thermopyle tillsammans med 300 andra spartaner)
- Xenofanes, grekisk filosof (född 570 f.Kr.)
- Hamilkar, karthagisk fältherre (självmord efter nederlaget vid Himera)
- Parmenides från Elea, grekisk försokratisk filosof (född 540 f.Kr.)
- Wei Ling Nazi, kinesisk hertiginna och regent.